# Samolus cuneatus
Samolus cuneatus là một loài thực vật có hoa trong họ Anh thảo. Loài này được Small miêu tả khoa học đầu tiên năm 1897.